# 178 Pułk Piechoty (1939)
178 Pułk Piechoty (178 pp) – oddział piechoty Wojska Polskiego, improwizowany w trakcie kampanii wrześniowej.
Pułk walczył w kampanii wrześniowej na szlaku bojowym Grupy/Dywizji „Brzoza”, 50 Dywizji Piechoty „Brzoza”, Samodzielnej Grupy Operacyjnej „Polesie”. W dokumentach sztabowych z działań we wrześniu i październiku 1939 roku posługiwano się numeracją 78 pp II rzutu mobilizacyjnego. W relacjach i wspomnieniach posługiwano się nazewnictwem 78 i 178 pułk piechoty. W okresie powojennym przyjęto nazwę 178 pułk piechoty.

## Formowanie i zmiany organizacyjne pułku
Początkiem powstania pułku były organizowane w rejonie stacji kolejowej w Małorycie pododdziały i luźne grupy żołnierzy zbierane, żywione, zaopatrywane sanitarnie ze stojącego zbiorowiska pociągów unieruchomionych w rejonie tej stacji. Spływające do Małoryty grupy i rozbitkowie ze wschodu, zachodu i północy kraju organizowane były od 20 września 1939 roku przez mjr. intendentury dypl. rez. Henryka Bezega. W Małorycie zjawił się w dniu 22 września Ottokar Brzoza-Brzezina i rozpoczął organizację między innymi jednostek piechoty. 25 września z batalionu piechoty sformowanego z oddziału zbierania nadwyżek 1 batalionu saperów i rozbitków kpt. Władysława Peksy oraz 18 batalionu Junackich Hufców Pracy został utworzony 2 pułk strzelców Grupy „Brzoza”, dowódcą pułku został wyznaczony mjr st. sp. Tadeusz Król komendant batalionu poznańskich junaków. Po podporządkowaniu Grupy „Brzoza” gen. bryg. Franciszkowi Kleebergowi, po przemarszu jej wojsk z Małoryty do Włodawy, a następnie do Parczewa w dniu 28 września została utworzona 50 Dywizja Piechoty „Brzoza”, a w jej składzie z 2 pułku strzelców sformowano 178 pułk piechoty. W Parczewie w dniach 28–30 września dołączyły jeszcze inne pododdziały i grupki żołnierzy, w tym batalion piechoty „Biała” por. Bogusława Cereniewicza, część kompanii „Koziki” jako pozostałości Zgrupowania „Jasiołda” z drugiego rzutu mobilizacyjnego 78 pp oraz resztki batalionu I/165 pp mjr. M. Tinza z 36 DP rez.  

## Działania bojowe 178 pułku piechoty
Większość żołnierzy i pododdziałów wchodzących w skład 178 pp brała udział w walkach i potyczkach z wojskami niemieckimi, niektóre grupy żołnierzy z wojskami sowieckimi i wszystkie z dywersją ukraińską na szlaku do Małoryty oraz w ramach Grupy „Brzoza” z Małoryty do Włodawy i Parczewa. Szczególnie ciężki bój z ukraińską grupą dywersyjną wspartą przez sowiecki szwadron kawalerii w Kodeńcu 28 września stoczył batalion kpt. W. Peksy, poległo 8 żołnierzy, w tym zastępca dowódcy batalionu kpt. Sobolew. Po wymarszu 30 września z Parczewa bataliony 178 pułku piechoty maszerowały przez miejscowość Czemierniki przechodząc po moście polowym na rzece Tyśmienica.       

### Wbitwie pod Kockiem
O świcie 2 października pułk osiągnął miejscowość Pasmugi. Podczas postoju wymieniono w I batalionie część broni, zamiast broni austriackiej i francuskiej, przekazano kb/kbk Mauser której nie posiadały kompanie z JHP. I batalion mjr Tnza, II batalion kpt. Peksy i III batalion por. Cereniewicza 2 października zostały przydzielone do zgrupowania ppłk. Gorzkowskiego i pomaszerowały do lasów w rejonie Talczyna. 3 października II batalion obok batalionu I/180 pp nacierał poprzez lasek w kierunku drogi Serokomla–Kock i dalej w kierunku wsi Poznań. Po osiągnięciu drogi po przegrupowaniu i dołączeniu sąsiedniego I batalionu 180 pp uderzył na las w odległości ok. 1 km dostał się tam pod intensywny ostrzał niemieckiej artylerii i broni maszynowej. Został częściowo rozproszony i wycofał się na pozycje przy drodze. Ponowne natarcie II batalionu kpt. Peksy i wprowadzonego z odwodu III batalionu por. Cereniewicza zaległo w terenie ze stratami osobowymi w ogniu artylerii i broni maszynowej. Wieczorem II i III bataliony zostały wycofane na pozycje wyjściowe i następnie przemaszerowały przez Karolinę i Bronisławów do rejonu wsi Wola Burzecka. I batalion pozostał cały czas w odwodzie zgrupowania ppłk. Gorzkowskiego w rejonie Talczyna. 4 października II batalion wypoczywał i osłaniał placówkami 50 DP „Brzoza” od strony Wojcieszkowa. 5 października I i III batalion o godz.11.00 podjął natarcie. Na wieś Wojcieszków i Helenów uderzał III batalion, a na Wojcieszków i Adamów I batalion pułku. Natarcie batalionu por. Cereniewicza dotarło do zabudowań Wojcieszkowa, ale z uwagi na kontratak piechoty niemieckiej i ostrzał broni maszynowej i artylerii zaległo. Na prawym skrzydle nacierający I batalion w kierunku Adamowa i Wojcieszkowa, zdecydowanym atakiem szczególnie kompanii junaków przebył połowę drogi ze stanowisk wyjściowych i na odkrytym terenie dostał się w ostrzał artylerii i broni maszynowej, natarcie tego batalionu również zaległo, poniósł ciężkie straty. II batalion jako odwodowy pod ostrzałem artylerii niemieckiej przy słabym wsparciu własnej artylerii podjął dwukrotnie natarcie na pozycje wroga w kierunku na południe od wsi Wojcieszków, które w ogniu artylerii załamało się także. Niemiecki kontratak odrzucił batalion z Woli Burzeckiej w kierunku stacji Krzywda. Pozostałości III i I batalionu wycofały się do lasów koło stacji Krzywda, gdzie dołączył również II batalion i kompania zwiadowców konnych, która usiłowała odnaleźć luki w obronie wroga. 178 pułk piechoty po zniszczeniu i zatopieniu w stawach rybnych broni strzeleckiej skapitulował i poszedł do niewoli w Woli Burzeckiej i Adamowie. Niewielka część żołnierzy zbiegła poza pierścień okrążenia.      

## Żołnierze 178 pułku piechoty
- dowódca pułku – mjr st. sp. Tadeusz Król (do 2 X 1939), ppłk Władysław Michał Dec[7]
- I adiutant pułku – kpt. Walerian Karczewski
- II adiutant pułku – por. rez. Zygmunt Musiał
- oficer łączności – por. Emil Tyczyński
- dowódca kompanii zwiadowców konnych – por. Józef Pogonowski
- dowódca I batalionu – mjr Marian Feliks Tinz
  - adiutant batalionu – por. rez. Jan Miska
  - dowódca 1 kompanii strzeleckiej – por. Wacław Urbanowicz
  - dowódca 2 kompanii strzeleckiej – por. Edwin Bednarek
  - dowódca 3 kompanii strzeleckiej – ppor. rez. Władysław Buczyński
  - dowódca 1 kompanii ckm – por. Bolesław Władysław Götz
- dowódca II batalionu – kpt. Władysław Peksa
- zastępca dowódcy II batalionu – kpt. st. sp. Bazyli Sobolew († 28 IX 1939)[8]
  - adiutant batalionu – por. Adam Brudkowski
  - dowódca 4 kompanii strzeleckiej – por. Jan Oleksy
  - dowódca 5 kompanii strzeleckiej (saperów) – por. rez. Wacław Brudnicki
  - dowódca 6 kompanii strzeleckiej (saperów) – por. rez. Edward Maciągowski
  - dowódca 2 kompanii ckm – por. Czesław Dobrowolski
- dowódca III batalionu – por. Bogusław Cereniewicz
  - adiutant batalionu – ppor. rez. Jan Karol Dehnel
  - dowódca 7 kompanii strzeleckiej – por. rez. Władysław Szukalski
  - dowódca 8 kompanii strzeleckiej – por. Stanisław Wojciech Furgał
  - dowódca 9 kompanii strzeleckiej – ppłk (wojsk gen. Bułak–Bałachowicza) Włodzimierz Szuwałow
  - dowódca 3 kompanii ckm – ppor. rez. Aleksander Juszkiewicz